# Nemanja Matić
Nemanja Matić (serbio: Немања Мaтић; AFI: nɛmaɲa matitɕ), (Šabac, antigua República Federal Socialista de Yugoslavia, 1 de agosto de 1988) es un futbolista serbio con nacionalidad eslovaca. Juega como centrocampista y desde agosto de 2025 está sin equipo.

## Trayectoria

### Chelsea F. C.
El 18 de agosto de 2009 fue fichado por el Chelsea de Inglaterra por 1.800.000 euros, firmando un contrato de 4 años. Se le asignó el dorsal #24. Su debut oficial con el Chelsea se produjo el 21 de noviembre de 2009 en un partido de Premier League ante el Wolverhampton Wanderers, entrando como sustituto al minuto 70 por Florent Malouda. En ese partido el Chelsea salió victorioso por 4-0. También debutó en la FA Cup el 3 de enero de 2010 frente al Watford, entrando de cambio al minuto 65 por Juliano Belletti. En ese partido, el Chelsea se impuso por 5-0. Su segundo partido de Premier League no fue sino hasta el último partido de la temporada ante el Wigan Athletic el 9 de mayo de 2010, entrando de cambio al minuto 70 por Michael Ballack. En ese partido, el Chelsea se impuso por 8-0, obteniendo Nemanja así su primer título de Premier League en su carrera.

### S. B. V. Vitesse
El 23 de agosto de 2010, Matić fue cedido al S. B. V. Vitesse de los Países Bajos hasta el final de la temporada 2010-11, junto con sus compañeros del Chelsea Slobodan Rajković y Matej Delač. Su debut con el Vitesse en la Eredivisie fue el 29 de agosto de 2010 ante el Feyenoord, en donde Matić disputó los 90 minutos. En ese partido, el Feyenoord se impuso por 4-0. Su segundo partido en la liga fue el 11 de septiembre de 2010 ante el SC Heerenveen. En ese partido, el Heerenveen se impuso por 2-1. El 29 de enero de 2011, Matić anotó su primer gol con el Vitesse ante el Roda JC, al haber anotado al minuto 16 el primer gol de su equipo en la victoria por 5-2. Su segundo gol con el Vitesse sería el 20 de febrero de 2011 en la victoria por 2-0 ante el De Graafschap, en donde Matić anotó el segundo gol del equipo al minuto 84. Matić finalizó la temporada con 27 encuentros de liga disputados.

### S. L. Benfica
El 31 de enero de 2011 el Chelsea F. C. había contratado al brasileño David Luiz del S. L. Benfica. Sin embargo, el club había incluido a Matić en la negociación. Debido a esto, tuvo que finalizar su préstamo con el Vitesse para luego unirse al Benfica.

### Regreso a Inglaterra
El 15 de enero de 2014 se hizo oficial su regreso al Chelsea F. C. por un monto de 25 millones de euros.
Luego de no tener minutos con el nuevo técnico ni fichajes importantes para el equipo blue, los "Diablos Rojos" se hicieron con sus servicios por alrededor de 43 millones de euros.
Su debut oficial en el club se produjo el 8 de agosto de 2017, en la final de la Supercopa de Europa ante el Real Madrid.

### Italia y Francia
Tras haber anunciado que iba a dejar el Manchester United al final de la temporada 2021-22, el 14 de junio de 2022 la A. S. Roma anunció su incorporación por un año, siendo este el tercer equipo en el que iba a ser entrenado por José Mourinho.
En marzo de 2023 renovó su contrato de manera automática al haber jugado al menos 45 minutos en el 40% de los partidos. Sin embargo, en agosto fue traspasado al Stade Rennais F. C. después de disputar 50 encuentros y anotar dos goles en su única campaña como romanista. En Rennes estuvo media temporada ya que en enero fue fichado por el Olympique de Lyon a cambio de 2,6 millones de euros. Abandonó el club después de una temporada y media, en la que disputó 58 partidos y marcó un gol y dio una asistencia.

## Selección nacional
A pesar de haber nacido en Serbia, Nemanja también posee la nacionalidad eslovaca. Su debut con la selección de Serbia sub-21 se produjo el 1 de octubre de 2008 en un partido amistoso contra Dinamarca, partido que ganó su selección por 1-0. Después de disputar 3 partidos y anotar 2 goles con la sub-21 Nemanja fue convocado por primera vez a la selección de Serbia el 14 de diciembre de 2008 para disputar un partido contra Polonia, donde su selección fue derrotada 1-0.
Nemanja también formó parte de la selección de Serbia Sub-21 que disputó la Eurocopa sub-21 de 2009 celebrada en Suecia. En su primer partido contra Italia, el cual quedó en un empate a 0-0, Nemanja disputó 85 minutos, ya que sufrió una lesión después de chocar con Sebastian Giovinco, quebrándose el quinto metatarsiano de su pie derecho, por lo que tuvo que someterse a cirugía, siendo operado con éxito. Al final Serbia no logró superar la primera ronda, al empatar con Bielorrusia y sufrir una derrota en contra del anfitrión Suecia.

## Estadísticas

### Clubes
Actualizado al último partido disputado el 17 de mayo de 2025.
| Club                               | Div.          | Temporada     | Liga  | Liga  | Copas nacionales | Copas nacionales | Copas internacionales | Copas internacionales | Total | Total |
| Club                               | Div.          | Temporada     | Part. | Goles | Part.            | Goles            | Part.                 | Goles                 | Part. | Goles |
| ---------------------------------- | ------------- | ------------- | ----- | ----- | ---------------- | ---------------- | --------------------- | --------------------- | ----- | ----- |
| F. C. Košice VSS · Eslovaquia      | 1.ª           | 2006-07       | 14    | 1     | 0                | 0                | ―                     | ―                     | 14    | 1     |
| F. C. Košice VSS · Eslovaquia      | 1.ª           | 2007-08       | 26    | 1     | 0                | 0                | ―                     | ―                     | 26    | 1     |
| F. C. Košice VSS · Eslovaquia      | 1.ª           | 2008-09       | 29    | 2     | 0                | 0                | ―                     | ―                     | 29    | 2     |
| F. C. Košice VSS · Eslovaquia      | 1.ª           | 2009-10       | 1     | 0     | 0                | 0                | ―                     | ―                     | 1     | 0     |
| F. C. Košice VSS · Eslovaquia      | Total club    | Total club    | 70    | 4     | 0                | 0                | 0                     | 0                     | 70    | 4     |
| Chelsea F. C. Inglaterra           | 1.ª           | 2009-10       | 2     | 0     | 1                | 0                | 0                     | 0                     | 3     | 0     |
| Vitesse Arnhem · Países Bajos      | 1.ª           | 2010-11       | 27    | 2     | 2                | 0                | ―                     | ―                     | 29    | 2     |
| Vitesse Arnhem · Países Bajos      | Total club    | Total club    | 27    | 2     | 2                | 0                | 0                     | 0                     | 29    | 2     |
| S. L. Benfica Portugal             | 1.ª           | 2011-12       | 16    | 1     | 4                | 0                | 10                    | 0                     | 30    | 1     |
| S. L. Benfica Portugal             | 1.ª           | 2012-13       | 26    | 3     | 8                | 1                | 13                    | 1                     | 47    | 5     |
| S. L. Benfica Portugal             | 1.ª           | 2013-14       | 14    | 2     | 2                | 0                | 6                     | 1                     | 22    | 3     |
| S. L. Benfica Portugal             | Total club    | Total club    | 56    | 6     | 14               | 1                | 29                    | 2                     | 99    | 9     |
| Chelsea F. C. Inglaterra           | 1.ª           | 2013-14       | 17    | 0     | 2                | 0                | 0                     | 0                     | 19    | 0     |
| Chelsea F. C. Inglaterra           | 1.ª           | 2014-15       | 36    | 1     | 5                | 0                | 8                     | 2                     | 49    | 3     |
| Chelsea F. C. Inglaterra           | 1.ª           | 2015-16       | 33    | 2     | 5                | 0                | 5                     | 0                     | 43    | 2     |
| Chelsea F. C. Inglaterra           | 1.ª           | 2016-17       | 35    | 1     | 5                | 1                | 0                     | 0                     | 40    | 2     |
| Chelsea F. C. Inglaterra           | Total club    | Total club    | 123   | 4     | 18               | 1                | 13                    | 2                     | 154   | 7     |
| Manchester United F. C. Inglaterra | 1.ª           | 2017-18       | 36    | 1     | 5                | 1                | 8                     | 0                     | 49    | 2     |
| Manchester United F. C. Inglaterra | 1.ª           | 2018-19       | 28    | 1     | 4                | 0                | 6                     | 0                     | 38    | 1     |
| Manchester United F. C. Inglaterra | 1.ª           | 2019-20       | 21    | 0     | 8                | 1                | 5                     | 0                     | 34    | 1     |
| Manchester United F. C. Inglaterra | 1.ª           | 2020-21       | 20    | 0     | 5                | 0                | 11                    | 0                     | 36    | 0     |
| Manchester United F. C. Inglaterra | 1.ª           | 2021-22       | 23    | 0     | 1                | 0                | 8                     | 0                     | 32    | 0     |
| Manchester United F. C. Inglaterra | Total club    | Total club    | 128   | 2     | 23               | 2                | 38                    | 0                     | 189   | 4     |
| A. S. Roma · Italia                | 1.ª           | 2022-23       | 35    | 2     | 2                | 0                | 13                    | 0                     | 50    | 2     |
| A. S. Roma · Italia                | Total club    | Total club    | 35    | 2     | 2                | 0                | 13                    | 0                     | 50    | 2     |
| Stade Rennes F. C. Francia         | 1.ª           | 2023-24       | 13    | 0     | 0                | 0                | 6                     | 0                     | 19    | 0     |
| Stade Rennes F. C. Francia         | Total club    | Total club    | 13    | 0     | 0                | 0                | 6                     | 0                     | 19    | 0     |
| Olympique de Lyon Francia          | 1.ª           | 2023-24       | 15    | 0     | 4                | 0                | —                     | —                     | 19    | 0     |
| Olympique de Lyon Francia          | 1.ª           | 2024-25       | 29    | 0     | 2                | 1                | 8                     | 0                     | 39    | 1     |
| Olympique de Lyon Francia          | Total club    | Total club    | 44    | 0     | 6                | 1                | 8                     | 0                     | 58    | 1     |
| Total carrera                      | Total carrera | Total carrera | 496   | 20    | 65               | 5                | 107                   | 4                     | 668   | 29    |

## Palmarés

### Campeonatos nacionales
| Título             | Club            | País       | Año  |
| ------------------ | --------------- | ---------- | ---- |
| Copa de Eslovaquia | M. F. K. Košice | Eslovaquia | 2009 |
| FA Cup             | Chelsea F. C.   | Inglaterra | 2010 |
| Copa de la Liga    | S. L. Benfica   | Portugal   | 2012 |
| Primeira Liga      | S. L. Benfica   | Portugal   | 2014 |
| Copa de la Liga    | S. L. Benfica   | Portugal   | 2014 |
| Copa de Portugal   | S. L. Benfica   | Portugal   | 2014 |
| Copa de la Liga    | Chelsea F. C.   | Inglaterra | 2015 |
| Premier League     | Chelsea F. C.   | Inglaterra | 2015 |
| Premier League     | Chelsea F. C.   | Inglaterra | 2017 |